# Formulas Fatal to the Flesh
Formulas Fatal to the Flesh peti je studijski album američkog death metal-sastava Morbid Angel. Objavljen je 24. veljače 1998.

## O albumu
Prvi je studijski album sastava s pjevačem i basistom Steveom Tuckerom. Ime albuma aludira nabiblijski broj zvijeri "666". "F" je šesto slovo abecede, što daje "FFF". Ime albuma može se čitati kao "6ormulas 6atal to the 6lesh". Na Formulas Fatal to the Fleshu tekstovi pjesama počinju govoriti o Lovecraftovim likovima. Neki su stihovi napisani na sumerskom jeziku.

## Popis pjesama
Tekstovi i glazba: Trey Azagthoth (osim pjesme 12., 13. - autor: Pete Sandoval). 
| 1.    | »Heaving Earth«                    | 3:54 |
| 2.    | »Prayer of Hatred«                 | 4:28 |
| 3.    | »Bil Ur-Sag«                       | 2:30 |
| 4.    | »Nothing Is Not«                   | 4:44 |
| 5.    | »Chambers of Dis«                  | 3:30 |
| 6.    | »Disturbance in the Great Slumber« | 2:33 |
| 7.    | »Umulamahri«                       | 4:34 |
| 8.    | »Hellspawn: The Rebirth«           | 2:43 |
| 9.    | »Covenant of Death«                | 6:08 |
| 10.   | »Hymn to a Gas Giant«              | 1:04 |
| 11.   | »Invocation of the Continual One«  | 9:47 |
| 12.   | »Ascent Through Spheres«           | 2:02 |
| 13.   | »Hymnis Rituales de Guerra«        | 2:43 |
| 14.   | »Trooper«                          | 0:56 |
| 51:36 |                                    |      |

## Zasluge
| Morbid Angel - Steve Tucker – vokal, bas-gitara - Pete Sandoval – bubnjevi - Trey Azagthoth – gitara, produkcija, mastering | Ostalo osoblje - Dan Muro – slike, dizajn - Mark Prator – produkcija, inženjer zvuka - Jim Morris – inženjer zvuka - Mitchell Howell – mastering - Tom Morris – inženjer zvuka, mix, mastering - Nizin Lopez – omot albuma |